# René Boyvin

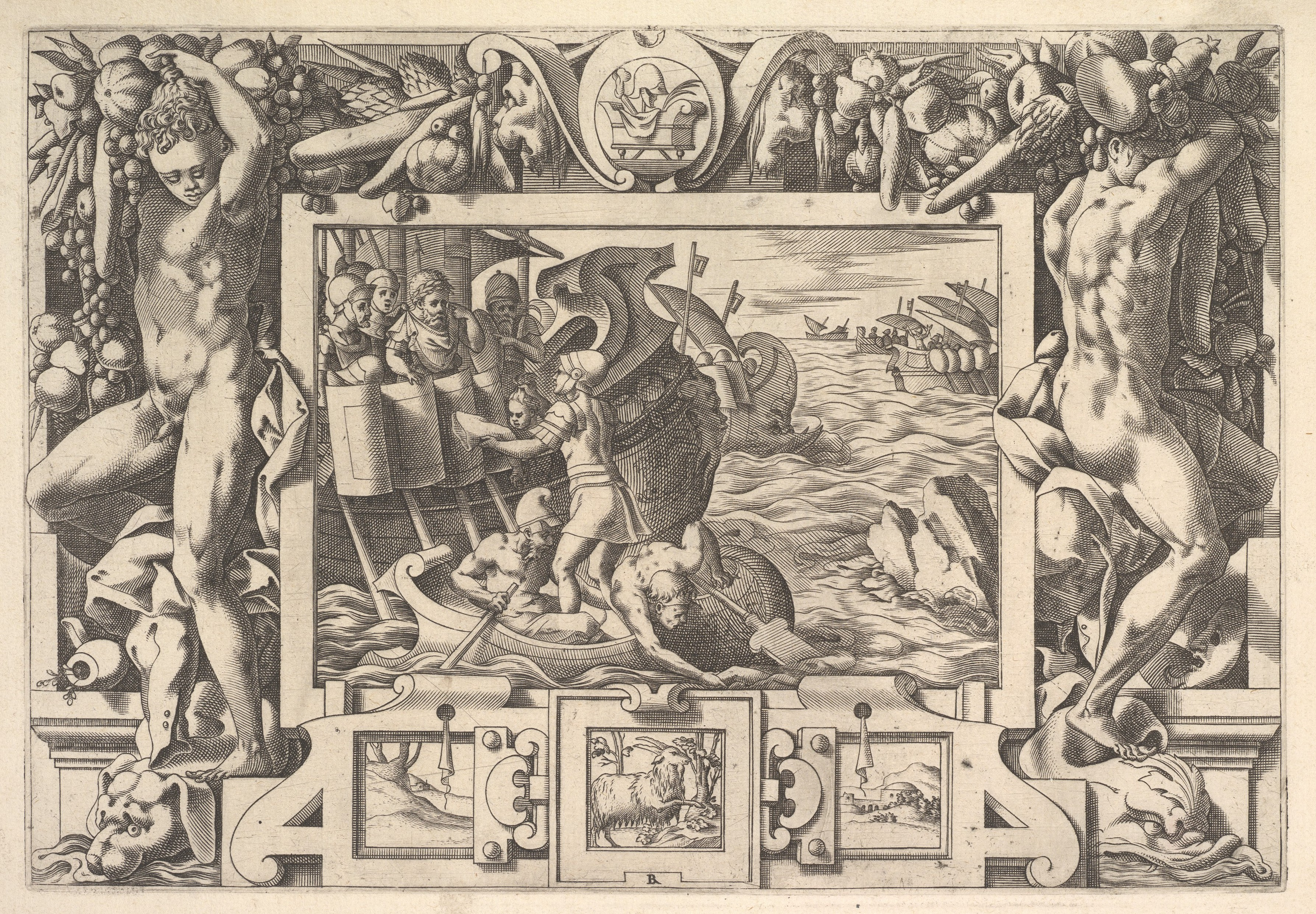
Las extremidades de Absirto presentadas en una tela envuelta a su padre, de la Historia de Jasón y de la conquista del toisón de oro (1563), Museo Metropolitano de Arte, Nueva York

René Boyvin (Angers, 1525 - Angers, 1598) fue un grabador francés, miembro de la escuela de Fontainebleau. 

## Biografía
Se conocen pocos datos de su vida, pero se cree que fue discípulo de Pierre Milan, ya que sus obras se adjudicaron a este durante un tiempo. En 1553 realizó dos notables grabados: La ninfa de Fontainebleau, sobre un original de Rosso Fiorentino, y Clélie, de Giulio Romano. Su obra más relevante es la Historia de Jasón y de la conquista del toisón de oro (1563), una serie de cuarenta aguafuertes basada en diseños de Léonard Thiry. En 1569 fue encarcelado por profesar el protestantismo y soltado bajo fianza. Sus creencias se muestran en una serie de retratos de reformadores.